# Lockheed L-1011 TriStar
Lockheed L-1011 TriStar, часто згадуваний, як просто L-1011 (вимовляється «ель-десять-одинадцять») або TriStar, був третім широкофюзеляжним пасажирським реактивним авіалайнером у світі, після Boeing 747 і McDonnell Douglas DC-10. Як і DC-10, TriStar був обладнаний трьома двигунами. З 1968 і по 1984 Lockheed Corporation виробила близько 250 літаків L-1011. Після появи L-1011 TriStar компанія Lockheed пішла з ринку комерційних авіаперевезень унаслідок пониження рівня продажу нижче планованих значень.

## Історія створення
У 60-х роках авіакомпанія American Airlines звернулася до Lockheed і Douglas (пізніше McDonnell Douglas) із запитом на створення авіалайнера меншого ніж Boeing 747, але здатного перевозити велику кількість пасажирів на далекі відстані, наприклад в Лондон і Латинську Америку з аеропортів авіакомпанії, розташованих в Далласі та Нью-Йорку. Lockheed в цілому не був присутній у секторі виробництва цивільних авіалайнерів з кінця 50-х років внаслідок труднощів, пов'язаних з Lockheed L-188 Electra, який зазнав декілька катастроф на початку експлуатації через проблеми з вібрацією крила. Однак, після труднощів, які Lockheed відчував у роботі над своїми військовими програмами, компанія мала намір повернутися на ринок цивільної авіації та засобом для цього кроку став L-1011 TriStar. Спочатку передбачалося створити літак, оснащений двома двигунами, але згодом було вирішено перейти до схеми з третім двигуном. Розрахований на перевезення 400 пасажирів, TriStar мав схему, при якій по одному турбовентиляторного двигуна Rolls-Royce було розташовано під кожним крилом, а третій двигун знаходився біля вертикального стабілізатора. Виробництво велося на заводі Lockheed в Бербенк і Палмдейл в Каліфорнії. TriStar зустрів жорстку конкуренцію з боку Boeing 747 і прямого конкурента Douglas DC-10, побудованого за подібною схемою. У 80-ті роки під час піка побоювань, пов'язаних з надійністю DC- 10, який використовувався більшістю конкурентів, авіакомпанія Trans World Airlines у своїй рекламній літературі оголошувала TriStar одним з найбезпечніших літаків у світі. Однак проти 250 TriStar було продано 446 DC-10 — частково через затримки у виробництві TriStar, частково через те, що версія лайнера зі збільшеною дальністю польоту не була спочатку представлена на ринку. Під державним керівництвом витрати Rolls-Royce жорстко контролювалися, в результаті чого зусилля компанії вилилися у виробництво перших двигунів для TriStar, які потребували значних доробок між першим польотом і введенням в експлуатацію. Конкурент Rolls-Royce, компанія General Electric, швидко розробила двигун CF6 з більшою тягою, що означало можливість виходу на ринок більш важких міжконтинентальних Douglas DC-10-30. Гнучкість, яку надавав потенційним покупцям DC-10 з великою дальністю польоту, поставила під загрозу конкурентоспроможність L-1011. Rolls-Royce взявся за розробку двигунів RB211-524 з підвищеною тягою для модифікацій L-1011-200 і -500, але на це було потрібно багато років роботи.
L- 1011 став першим широкофюзеляжним літаком, який отримав сертифікат FAA на виробництво автоматизованої посадки за приладами, яка дозволяла TriStar здійснювати практично «сліпі» посадки в умовах нульової видимості. Також літак був оснащений унікальною системою прямого управління підйомною силою (DLC), яка дозволяла робити плавний захід на посадку. Система DLC допомагала триматися кривизни глісади на фінальному заході за допомогою автоматичного управління інтерцепторами. Таким чином, замість того, щоб знижатися за допомогою зміни тангажу, система DLC допомагала зберігати положення літака щодо глісади при збереженні постійного кута атаки. Літак мав чотири дубльовані гідравлічні системи (конкуренти DC-10 і MD-11 були оснащені тільки трьома), при виробництві використовувалася унікальна система зварювання для з'єднання фюзеляжних панелей, завдяки якій «L- 1011 » був максимально захищений від корозії.
Щоб досягти окупності проєкт, Lockheed було необхідно продати 500 літаків, але до 1981 було оголошено, що виробництво буде припинено з випуском 250-го зразка, і останній літак під замовлення був зібраний в 1984 р. Невдача з TriStar привела до того, що Lockheed пішов з ринку цивільної авіації.

### Цивільна авіація
Delta Air Lines була найбільшим замовником Lockheed. Авіакомпанія Cathay Pacific в кінцевому підсумку стала найбільшим оператором даного типу літаків за межами США, перекупивши багато літаків після того, як Eastern Air Lines розорилася, маючи у своєму складі 21 повітряне судно.
Всі великі авіакомпанії припинили експлуатацію літака. Cathay Pacific припинила експлуатацію флоту L-1011 у жовтні 1996, замінивши їх літаками Airbus A330-300. Авіакомпанія TWA припинила польоти останнього TriStar в 1997 р. Дельта експлуатувала флот TriStar до 2001 року, замінивши його згодом на Boeing 767-400ER.
В цей час[коли?] в експлуатації залишилося всього 14 L-1011. Пасажирські L-1011 в кількості 5 штук все ще використовується невеликими авіакомпаніями Африки і Азії на чартерних і VIP рейсах. Дев'ять машин є в реєстрі Британських ВПС.

## Виробництво
| 1985 | 1984 | 1983 | 1982 | 1981 | 1980 | 1979 | 1978 | 1977 | 1976 | 1975 | 1974 | 1973 | 1972 | 1971 | 1970 | Всього |
| ---- | ---- | ---- | ---- | ---- | ---- | ---- | ---- | ---- | ---- | ---- | ---- | ---- | ---- | ---- | ---- | ------ |
| 3    | 5    | 5    | 13   | 28   | 24   | 14   | 8    | 12   | 16   | 24   | 41   | 39   | 17   | 0    | 1    | 250    |

## Втрати літаків
За весь час експлуатації L-1011 було втрачено 11 літаків:
| Дата     | Бортовий номер | Місце катастрофи     | Жертви    | Короткий опис |
| -------- | -------------- | -------------------- | --------- | --- |
| 29.12.72 | N310EA         | Еверглейдс           | 99/176    | Екіпаж відволікся на вирішення проблеми з індикацією положення шасі та не побачив, що втрачає висоту                             |
| 19.04.74 | N31007         | Бостон               | 0/0       | Згорів на стоянці. Причини невідомі                                                                                              |
| 19.08.80 | HZ-AHK         | Ер-Ріяд              | 301/301   | Пожежа на борту, аварійна посадка з непрацюючим другим двигуном. Паніка наземних служб при евакуації лайнера погіршили ситуацію. |
| 02.08.85 | N726DA         | ІрвІнг, біля Далласа | 1+134/163 | Захід на посадку за складних метеоумов                                                                                           |
| 03.05.86 | 4R-ULD         | Коломбо              | 14/128    | Під час посадки пасажирів на борт вибухнула бомба                                                                                |
| 28.06.91 | D-AERI         | Дюссельдорф          | 0/0       | Згорів в ангарі |
| 30.07.92 | N11002         | Нью-Йорк             | 0/292     | Перерваний зліт на критичній швидкості. Відмова контрольних приладів                                                             |
| 23.08.95 | N781DL         | Тихий океан          | 0/236     | Декомпресія на ешелоні. Літак повернувся до аеропорту, однак отримав критичні ушкодження і був списаний                          |
| 06.07.01 | C-FTNA         | Ліон                 | 0/208     | При наборі висоти літак потрапив під сильний град. Сильно пом'ятий літак був списаний                                            |
| 08.08.02 | 9Q-CHA         | Кіншаса              | 0/200     | В польоті відмовив двигун. Повернення до аеропорту, груба посадка                                                                |
| 23.08.08 | н.д.           | Таїф                 | 4+0/0     | Під час різки літака, вибухнули залишки пального, яке не злили з баків                                                           |

23 серпня 2008 в ході демонтажу списаного літака в аеропорту міста Таїф, стався вибух парів гасу в паливному баку. Четверо робочих загинули.

## В культурі
Фігурував у фільмі «Міцний горішок 2», в лівреї авіакомпанії NEA — North East Airlines (вигадана авіакомпанія). В цьому літаку Холі, жінка головного героя — лейтенанта Джона Макклейна (у виконанні Брюса Вілліса), літала над аеропортом Даллеса в Вашингтоні, поки той розбирався з терористами.
У мінісеріалі «Лангольєри» літаком, що потрапив у минуле, був саме L-1011.

## Технічні характеристики
|                               | L1011-1              | L1011-200              | L1011-500              |
| ----------------------------- | -------------------- | ---------------------- | ---------------------- |
| Екіпаж                        | 3                    | 3                      | 3                      |
| Кількість місць               | 253 (3-класу)        | 263                    | 234 (3-класу)          |
| Довжина                       | 54.2 м               | 54.2 м                 | 50 м                   |
| Розмах крила                  | 47.3 м               | 47.3 м                 | 50.1 м                 |
| Висота                        | 16.7 м               | 16.7 м                 | 16.7 м                 |
| Площа крила                   | 321.1 м²             | 321.1 м²)              | 329.0 м²)              |
| Вага пустого                  | 101,867 кг           | 105,052 кг             | 105,573 кг             |
| Максимальна злітна вага       | 195,000 кг           | 209,000 кг             | 225,000 кг             |
| Максимальна швидкість         | 0,95 М               | 0,95 М                 | 0,95 М                 |
| Крейсерська швидкість         | 0,9 М                | 0,9 М                  | 0,9 М                  |
| Максимальна дальність польоту | 7,419 км             | 7,419 км               | 10,200 км              |
| Практична висота польоту      | 10,670 м             | 10,970 м               | 12,496 м               |
| Двигуни (3x)                  | Rolls-Royce RB211-22 | Rolls-Royce RB211-524B | Rolls-Royce RB211-524B |